# Europski centar za praćenje droga i ovisnosti o drogama
Europski centar za praćenje droga i ovisnosti o drogama (EMCDDA), agencija Europske unije.
Osnovana je 1993. godine. Otvorena je 1995. u Lisabonu i jedna je od decentraliziranih agencija EU-a. 
Zadaća joj je pružati pregled "činjeničnih, objektivnih, pouzdanih i usporedivih podataka o drogama, ovisnosti o drogama i njezinim posljedicama", a na temu europske problematike droga kao i solidnu bazu dokaza kao potporu u raspravi o drogama. Pregled dostavlja Europskoj uniji i njezinim članicama. EMCCDA donositeljima politike nudi informacije potrebne pri kreiranju novih zakona i razvijanju odgovarajućih strategija. Istovremeno pomaže stručnjacima i djelatnicima u tom području isticanjem najboljih praksi i novih područja istraživanja. Surađuje s mrežom Reitoxom, ustanovama EU, regionalnim i međunarodnim organizacijama.
Glavni ciljevi su:
- prikupljanje i analiza postojećih podataka o drogama i ovisnosti o drogama u EU-u i s trećim zemljama sudionicama;
- usporedba podataka kao pomoć pri ocjenjivanju nacionalnih politika i politika EU-a za suzbijanje droga;
- širenje podataka i informacija o problemima s drogom, uključujući podatke o novim trendovima;
- suradnja s agencijama EU-a kao što je Europol i Eurojust ili specijaliziranih agencija Ujedinjenih naroda kao što je Ured Ujedinjenih naroda za droge i kriminal i s trećim zemljama;
- razmjena informacija i sustava ranog upozoravanja o novim psihoaktivnim tvarima te o procjeni njihova rizika.

## Vanjske poveznice
- Službene stranice na hrvatskom jeziku  Arhivirana inačica izvorne stranice od 30. prosinca 2019. (Wayback Machine)
- Program rada
- Facebook
- Flickr
- Twitter
- YouTube